# Esteban Alvarado
Esteban Alvarado Brown (Siquirres, Limón, 28 de abril de 1989) es un futbolista costarricense que juega como guardameta en el Deportivo Saprissa de la Primera División de Costa Rica. 

## Trayectoria
Alvarado es oriundo de Siquirres en la provincia de Limón. Inició su trayecto como futbolista en el Santos de Guápiles, para luego arribar al Saprissa en 2009 en las divisiones menores.

### Deportivo Saprissa
Debutó en la máxima categoría con el equipo saprissista el 29 de noviembre de 2009, en un partido que ganó su equipo 3-1 sobre Liberia por el Campeonato de Invierno. Con los tibaseños, el futbolista solamente actuó en 360 minutos por sus escasos cuatro juegos de la temporada. Aunque tuvo poca participación, fue cotizado internacionalmente por equipos de Europa.
El 15 de mayo de 2010, se hizo con el título del Campeonato de Verano 2010 luego de las victorias de la final sobre San Carlos.

### AZ Alkmaar
El 19 de enero de 2010, se hizo oficial la firma de contrato del guardameta y el AZ Alkmaar de Países Bajos por un periodo de cinco temporadas. El club le permitió quedarse con Saprissa para concluir la campaña de liga.
Después de su firma con el AZ, Alvarado tuvo el rol de tercer portero por detrás de Joey Didulica y Sergio Romero. Tras una lesión de Romero, Esteban pudo asumir la titularidad y se estrenó en la Eredivisie el 12 de febrero de 2011, por la vigesimotercera fecha del torneo frente al PSV Eindhoven. Este duelo se tornó desastroso al encajar cuatro goles en la derrota de su conjunto por 0-4 a domicilio. Finalizado el juego, declaró que "solo Superman podía salvarme". A partir de ese momento, el arquero recibió más oportunidad de ser el titular donde alcanzó seis participaciones al cierre de la temporada de los cuales en uno logró mantener la valla invicta.
Previo a la temporada 2011-12, se le otorgó la dorsal «34» y fue elegido como la primera opción ante la salida de Sergio Romero a la Sampdoria y el retiro anticipado de Joey Didulica. Hizo su primera aparición oficial el 28 de julio de 2011, por la ida de la tercera ronda eliminatoria hacia la Liga Europa contra el Jablonec de República Checa. Debutó en la Eredivisie con victoria 3-1 sobre el PSV Eindhoven y fue titular en la totalidad de los minutos. Su rendimiento fue respaldado por los seguidores del club quienes votaron por él para ser el mejor jugador del mes de noviembre. El 21 de diciembre salió expulsado en un encuentro por la copa frente al Ajax, esto por defenderse de un aficionado quien quería atacarlo. El hincha de diecinueve años llamado Wesley van W, en estado de ebriedad, entró a la cancha cuando transcurrían 36 minutos del partido, corrió hacia donde estaba el portero y Alvarado, al percatarse, respondió pateándole en dos ocasiones lo que terminó en tarjeta roja por emplear una conducta violenta. El entrenador Gertjan Verbeek sugirió a sus dirigidos a abandonar el campo en forma de protesta, lo que tuvo como consecuencia que el partido se suspendiera. La KNVB posteriormente ordenó el retiro de la tarjeta roja de Esteban y el compromiso se reanudó el 19 de enero de 2012 a puerta cerrada, siendo el portero titular en la victoria de su equipo por 2-3. En la liga consiguió quince vallas invictas en 34 presencias.

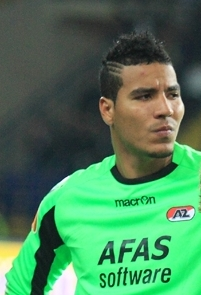

Para la temporada 2012-13, a Alvarado le fue dada la dorsal «1» e hizo su primera aparición en la Eredivisie siendo titular en la igualdad a dos tantos frente al Ajax. Por los dos duelos de la ronda de calificación hacia la Liga Europa contra el Anzhí Majachkalá, su equipo fracasó en el intento de entrar a la fase de grupos al caer en ambos partidos con un global de 0-6. Más tarde en la liga, Esteban alcanzó 34 estelaridades en 3060 minutos disputados, en los que también gozó de seis arcos en cero. Asimismo, se coronó campeón con su equipo al vencer la final de copa por 1-2 ante el PSV Eindhoven.
Durante la temporada 2013-14, el guardameta dejó la puerta abierta ante un posible cambio de equipo. A pesar de esto, asumió el rol de titular en todas las competencias que enfrentó.
Continuó siendo la primera opción en la temporada 2014-15 hasta que sufrió una lesión de rodilla que lo alejó varios meses. Regresó a la acción el 2 de noviembre de 2014 en el empate 3-3 ante el Excelsior Rotterdam. Por primera vez en su carrera con el AZ, Esteban alcanzó menos de treinta apariciones en liga al contabilizar veintiséis compromisos. El 18 de mayo de 2015, terminó su ciclo en el club alcanzando 189 participaciones y 258 goles encajados.

### Trabzonspor
El 6 de agosto de 2015, fue anunciado el fichaje de Alvarado en el Trabzonspor de Turquía por un periodo de dos años. Tuvo su primer partido como estelar en la Superliga el 2 de octubre, donde su equipo cayó por 1-2 frente al Konyaspor. Más adelante en la temporada, el 6 de marzo de 2016, cuando su club perdía por 2-0 contra el Konyaspor, Alvarado protagonizó una nueva polémica en su carrera al liarse a golpes con su compañero Muhammet Demir en los vestidores, luego que este fuese reemplazado por decisión técnica y, molesto, salió del campo lentamente a lo que Alvarado le respondió recriminándole la lentitud con la que lo hacía. El delantero le pidió con señas que se callara lo que provocó que la discusión siguiese en el vestidor.
El 19 de diciembre de 2018, se anunció que Alvarado rescindió su contrato unilateralmente debido al atraso del club en los pagos de salarios. Finalizó su etapa con 36 apariciones, concedió 44 goles y mantuvo su arco en cero en 14 oportunidades.

### L. D. Alajuelense
El 31 de diciembre de 2018, fue presentado oficialmente como nuevo jugador de Alajuelense, institución a la que firmó el contrato por dos años con una cláusula de salida a los seis meses si se presentaba una opción en el exterior. Debido a su disputa legal con el Trabzonspor, la Federación Turca le negó la entrega del pase internacional al guardameta, lo que le impidió realizar su debut con el cuadro liguista en torneo oficial. Alvarado solicitó a la FIFA el Certificado de Transferencia Internacional Provisional para poder participar mientras resolvía su situación. Hasta el 9 de febrero de 2019, recibió el aval del ente rector para ser inscrito en competición de UNAFUT. Sin embargo, el 13 de febrero, el club anunció que entró en negociaciones para poner fin al contrato con el portero ya que se ausentó a las prácticas en dos días consecutivos, aludiendo tener asuntos personales. Logró el finiquito administrativo el 9 de mayo.

### C. S. Herediano
El 3 de junio de 2019, se oficializó el vínculo contractual del guardameta con el Herediano. Para el Torneo de Apertura, Esteban fue uno de los más regulares del plantel al contabilizar veinticinco apariciones y fue sobresaliente en las etapas finales al detener un penal en la semifinal contra el Deportivo Saprissa, así como de otro lanzamiento en la gran final de vuelta del 21 de diciembre ante Alajuelense que le permitió hacerse con el título en casa de su rival.
El 8 de agosto de 2020 ganó la Supercopa de Costa Rica. El 23 de noviembre se dio su salida del equipo para analizar opciones para vincularse nuevamente al fútbol europeo.

### Limón F. C.
El 28 de diciembre de 2020, Alvarado firmó por seis meses en el equipo de Limón. Participó en 20 compromisos del Torneo de Clausura 2021, competición en la que los limonenses culminaron últimos y perdieron la liguilla del no descenso frente a Sporting F.C.

### C. S. Herediano
El 17 de junio de 2021, se anunció su regreso al Herediano para jugar su segunda etapa en el club.
El día 20 de enero de 2023, el club y Esteban decidieron dar un finiquito al contrato que los ligaba, de esta forma dejaría su segunda etapa en el club florense.

### Deportivo Saprissa
Esteban regresaría al Deportivo Saprissa, quien fuese su primer club de fútbol como jugador profesional, se anunciaría el día 31 de enero de 2023, con un contrato de 6 meses "1 torneo corto", con la posibilidad de alargarlo a otro torneo más.
Oficialmente el jugador sería presentado el miércoles 1 de febrero de 2023 en conferencia de prensa. El 24 de marzo tuvo su debut de la temporada, como titular contra el Puntarenas F.C, donde obtuvo la derrota por 2-0.
El 28 de abril de 2023 renovó su contrato por un año más.

## Selección nacional

### Categorías inferiores
El 20 de junio de 2007, el seleccionador juvenil Geovanny Alfaro convocó a Alvarado en su lista definitiva de veintiún futbolistas para enfrentar la Copa Mundial Sub-20 celebrada en Canadá. En este torneo fue relegado al rol de tercer guardameta por detrás del titular Alfonso Quesada y del suplente Alejandro Gómez.
El 13 de septiembre de 2008, Esteban Alvarado fue incluido en la lista del entrenador Ronald González de la Selección Sub-20 de Costa Rica, para la disputa de la eliminatoria centroamericana con miras al Campeonato de la Concacaf que tomaría lugar el año siguiente. Fue partícipe de las dos victorias de su país en el Estadio Tiburcio Carías de Tegucigalpa frente a Nicaragua (4-0) y el anfitrión Honduras (1-2). Estos resultados le permitieron a su selección clasificarse de manera directa al certamen de la confederación.
El 3 de marzo de 2009, logró quedarse con un lugar en la convocatoria de González del grupo que enfrentó el Campeonato Sub-20 de la Concacaf celebrado en Trinidad y Tobago. El 7 de marzo debutó como titular en el Marvin Lee Stadium contra el combinado de México, en la victoria ajustada por 0-1. Repitió su rol de estelar en los dos partidos siguientes de la fase de grupos frente a los trinitarios (empate 0-0) y Canadá (triunfo 2-1). El 13 de marzo cedió su lugar a Minor Álvarez en el duelo semifinal ante Honduras, serie que se definió en penales para su selección. Dos días después, retornó al protagonismo en la victoria cómoda por 3-0 contra Estados Unidos por la final, proclamándose campeón de la categoría.
El 9 de septiembre de 2009, Alvarado fue seleccionado en la nómina definitiva de veintiún futbolistas para la realización del Mundial Sub-20 llevado a cabo en territorio egipcio. Apareció como titular en los tres partidos del grupo E frente a Brasil (derrota 5-0), Australia (triunfo 0-3) y República Checa (revés 2-3). Los costarricenses se clasificaron dentro de los mejores terceros. El 6 de octubre, en el Estadio Internacional de El Cairo donde se dio el duelo contra el anfitrión Egipto por los octavos de final, su conjunto triunfó con resultado de 0-2. Luego se presentó la victoria por 1-2 en tiempo suplementario ante Emiratos Árabes Unidos y la pérdida 1-0 frente a los brasileños por las semifinales. El 16 de octubre su nación selló el cuarto lugar del torneo tras la derrota en penales contra Hungría. Alvarado fue designado como el mejor portero de la competencia.

#### Participaciones en juveniles
| Competición                        | Sede              | Resultado      | Partidos | Goles |
| ---------------------------------- | ----------------- | -------------- | -------- | ----- |
| Copa Mundial Sub-20 de 2007        | Canadá            | Fase de grupos | 0        | 0     |
| Campeonato Sub-20 de Concacaf 2009 | Trinidad y Tobago | Campeón        | 4        | -1    |
| Copa Mundial Sub-20 de 2009        | Egipto            | Cuarto lugar   | 7        | -11   |

### Selección absoluta
Hizo su debut internacional con la Selección de Costa Rica el 11 de agosto de 2010, en un amistoso que enfrentó a Paraguay en el Estadio Defensores del Chaco. Alvarado alcanzó la totalidad de los minutos en la derrota por 2-0.
El 22 de marzo de 2012, Alvarado fue sancionado con cinco meses de inhabilitación de jugar con el representativo de su país, al encontrarse culpable de abandonar una concentración previo al amistoso de diciembre de 2011 ante Venezuela.

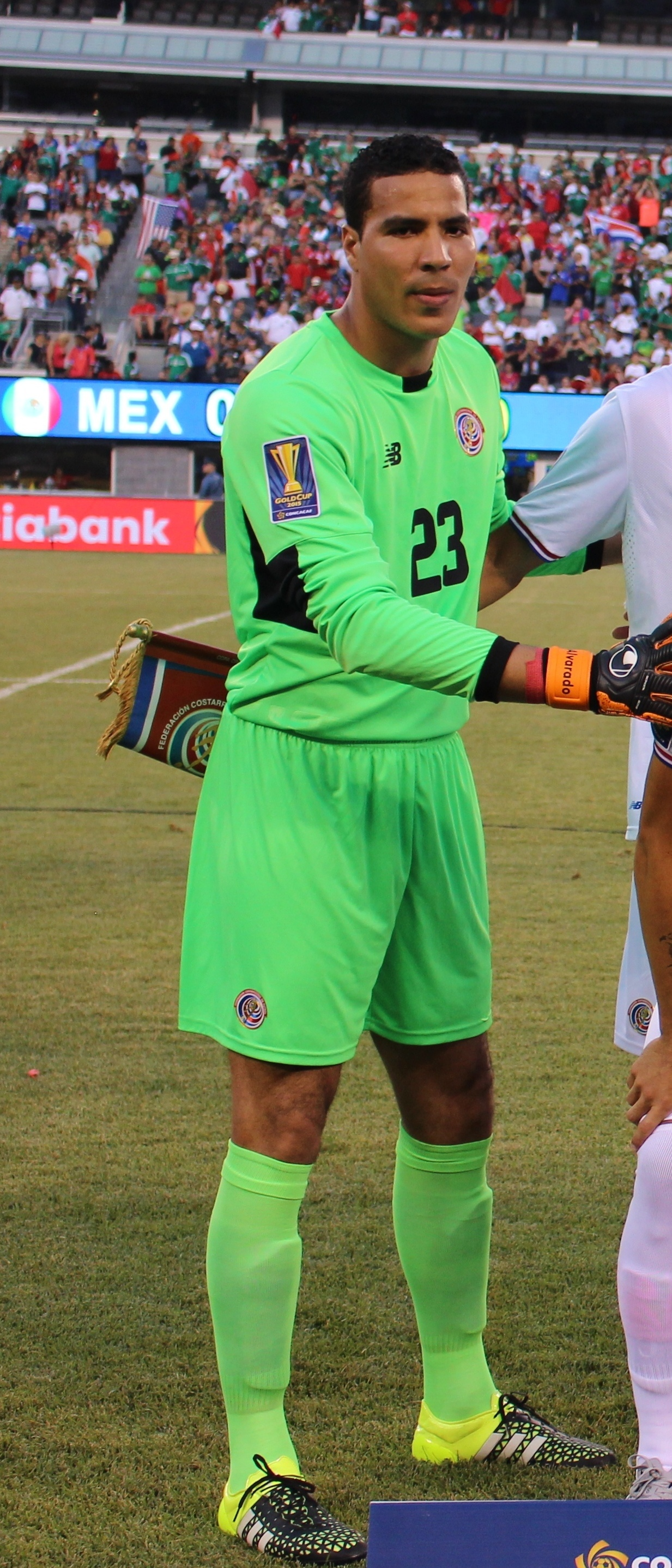
Esteban Alvarado en la Copa Oro 2015

El 23 de junio de 2015, el estratega Paulo Wanchope entregó la lista de convocados para enfrentar la Copa de Oro de la Concacaf, de la cual Esteban fue incluido. Participó en los tres juegos de la fase de grupos que concluyeron en empates contra Jamaica (2-2), El Salvador (1-1) y Canadá (0-0). El 19 de julio, alcanzó 120 minutos de acción en la pérdida 1-0 en tiempo suplementario ante México, por la serie de cuartos de final.
El 6 de septiembre de 2016, debutó por primera vez en la eliminatoria de Concacaf hacia la Copa Mundial siendo titular del triunfo por 3-1 sobre Panamá.
Con Ronald González de estratega, el guardameta tuvo participación en dos de los cuatro partidos de la fase de grupos de la Liga de Naciones de la Concacaf, al enfrentar a Curazao (1-2) y Haití (1-1). Quedó en la suplencia en los partidos de la fase final de la competencia en junio de 2021, donde su selección cayó en penales contra México y Honduras, tanto en la semifinal como en el duelo por el tercer lugar, respectivamente.
El 25 de junio de 2021, el director técnico Luis Fernando Suárez definió la lista preliminar con miras hacia la Copa de Oro de la Concacaf, en la que se destaca la convocatoria de Esteban. Fue ratificado en la lista definitiva del 1 de julio. Jugó dos de los tres partidos del grupo que finalizaron en victorias sobre Guadalupe (3-1), Surinam (2-1) y Jamaica (1-0). El 25 de julio se presentó la eliminación de su país en cuartos de final por 0-2 frente a Canadá.
El 13 de mayo de 2022, fue convocado a la lista de Suárez para la preparación de cara a la Liga de Naciones de la Concacaf.

#### Participaciones internacionales
| Competición                     | Sede                    | Resultado        | Partidos | Goles |
| ------------------------------- | ----------------------- | ---------------- | -------- | ----- |
| Copa de Oro de la Concacaf 2015 | Estados Unidos · Canadá | Cuartos de final | 4        | -4    |
| Liga de Naciones 2019-20        | Concacaf                | Cuarto lugar     | 2        | -2    |
| Copa de Oro de la Concacaf 2021 | Estados Unidos          | Cuartos de final | 3        | -3    |

## Estadísticas

### Clubes
Actualizado al último partido jugado el 3 de noviembre de 2024.
| Deportivo Saprissa · Costa Rica | 1.            | 2009-10       | 4   | -5   | —  | —   | —  | —   | 4   | -5   |
| Deportivo Saprissa · Costa Rica | Total club    | Total club    | 4   | -5   | 0  | -0  | 0  | -0  | 4   | -5   |
| AZ Alkmaar · Países Bajos       | 1.            | 2010-11       | 6   | -11  | —  | —   | —  | —   | 6   | -11  |
| AZ Alkmaar · Países Bajos       | 1.            | 2011-12       | 34  | -35  | 5  | -11 | 16 | -17 | 55  | -63  |
| AZ Alkmaar · Países Bajos       | 1.            | 2012-13       | 34  | -54  | 6  | -5  | 2  | -6  | 42  | -65  |
| AZ Alkmaar · Países Bajos       | 1.            | 2013-14       | 38  | -54  | 6  | -7  | 13 | -9  | 57  | -70  |
| AZ Alkmaar · Países Bajos       | 1.            | 2014-15       | 26  | -45  | 3  | -4  | —  | —   | 29  | -49  |
| AZ Alkmaar · Países Bajos       | Total club    | Total club    | 138 | -199 | 20 | -27 | 31 | -32 | 189 | -258 |
| Trabzonspor Turquía             | 1.            | 2015-16       | 14  | -27  | 2  | -2  | —  | —   | 16  | -29  |
| Trabzonspor Turquía             | 1.            | 2016-17       | 3   | -2   | 8  | -4  | —  | —   | 11  | -6   |
| Trabzonspor Turquía             | 1.            | 2017-18       | 3   | -4   | 5  | -3  | —  | —   | 8   | -7   |
| Trabzonspor Turquía             | 1.            | 2018-19       | —   | —    | 1  | -2  | —  | —   | 1   | -2   |
| Trabzonspor Turquía             | Total club    | Total club    | 20  | -33  | 16 | -11 | 0  | -0  | 36  | -44  |
| C. S. Herediano · Costa Rica    | 1.            | 2019-20       | 43  | -41  | —  | —   | 2  | -2  | 45  | -43  |
| C. S. Herediano · Costa Rica    | 1.            | 2020-21       | 8   | -9   | —  | —   | —  | —   | 8   | -9   |
| C. S. Herediano · Costa Rica    | Total club    | Total club    | 51  | -50  | 0  | -0  | 2  | -2  | 53  | -52  |
| Limón F. C. · Costa Rica        | 1.            | 2020-21       | 20  | -35  | —  | —   | —  | —   | 20  | -35  |
| Limón F. C. · Costa Rica        | Total club    | Total club    | 20  | -35  | 0  | -0  | 0  | -0  | 20  | -35  |
| C. S. Herediano · Costa Rica    | 1.            | 2021-22       | 14  | -11  | —  | —   | —  | —   | 14  | -11  |
| C. S. Herediano · Costa Rica    | 1.            | 2022-23       | 16  | -13  | 3  | -2  | 4  | -5  | 23  | -20  |
| C. S. Herediano · Costa Rica    | Total club    | Total club    | 30  | -24  | 3  | -2  | 4  | -5  | 37  | -31  |
| Deportivo Saprissa · Costa Rica | 1.            | 2022-23       | 3   | -4   | —  | —   | —  | —   | 3   | -4   |
| Deportivo Saprissa · Costa Rica | 1.            | 2023-24       | 7   | -6   | 2  | -2  | 8  | -5  | 17  | -13  |
| Deportivo Saprissa · Costa Rica | 1.            | 2024-25       | 14  | -17  | 2  | -1  | 8  | -9  | 24  | -27  |
| Deportivo Saprissa · Costa Rica | Total club    | Total club    | 24  | -27  | 4  | -3  | 16 | -14 | 44  | -44  |
| Total carrera                   | Total carrera | Total carrera | 287 | -373 | 43 | -43 | 53 | -53 | 383 | -469 |
| 1. 2. Fuente:Transfermarkt      |               |               |     |      |    |     |    |     |     |      |

### Selección de Costa Rica
Actualizado al último partido jugado el 22 de enero de 2025.
| Absoluta · Costa Rica                             |   |    |   |    |    |     |    |     |
| 2010                                              | — | —  | — | —  | 1  | -2  | 1  | -2  |
| 2011                                              | — | —  | — | —  | 1  | -2  | 1  | -2  |
| 2014                                              | — | —  | — | —  | 1  | -3  | 1  | -3  |
| 2015                                              | — | —  | 4 | -4 | 4  | -5  | 8  | -9  |
| 2016                                              | 1 | -1 | — | —  | —  | —   | 1  | -1  |
| 2018                                              | — | —  | — | —  | 3  | -6  | 3  | -6  |
| 2019                                              | — | —  | 2 | -2 | 1  | -2  | 3  | -4  |
| 2020                                              | — | —  | — | —  | 1  | -1  | 1  | -1  |
| 2021                                              | — | —  | 3 | -3 | —  | —   | 3  | -3  |
| 2022                                              | 1 | -0 | — | —  | 2  | -1  | 3  | -1  |
| 2025                                              | — | —  | — | —  | 1  | -1  | 1  | -1  |
| Total                                             | 2 | -1 | 9 | -9 | 15 | -23 | 26 | -33 |
| 1. Fuente:Transfermarkt / National Football Teams |   |    |   |    |    |     |    |     |

## Palmarés

### Títulos nacionales
| Título                         | Club               | País         | Año  |
| ------------------------------ | ------------------ | ------------ | ---- |
| Primera División de Costa Rica | Deportivo Saprissa | Costa Rica   | 2010 |
| Copa de los Países Bajos       | AZ Alkmaar         | Países Bajos | 2013 |
| Primera División de Costa Rica | C. S. Herediano    | Costa Rica   | 2019 |
| Supercopa de Costa Rica        | C. S. Herediano    | Costa Rica   | 2020 |
| Primera División de Costa Rica | C. S. Herediano    | Costa Rica   | 2021 |
| Supercopa de Costa Rica        | C. S. Herediano    | Costa Rica   | 2022 |
| Primera División de Costa Rica | Deportivo Saprissa | Costa Rica   | 2023 |
| Supercopa de Costa Rica        | Deportivo Saprissa | Costa Rica   | 2023 |
| Recopa de Costa Rica           | Deportivo Saprissa | Costa Rica   | 2023 |
| Primera División de Costa Rica | Deportivo Saprissa | Costa Rica   | 2023 |
| Primera División de Costa Rica | Deportivo Saprissa | Costa Rica   | 2024 |

### Títulos internacionales
| Título                           | Equipo                         | Sede              | Año  |
| -------------------------------- | ------------------------------ | ----------------- | ---- |
| Campeonato Sub-20 de la Concacaf | Selección sub-20 de Costa Rica | Trinidad y Tobago | 2009 |

### Distinciones individuales
| Distinción                                                                     | Año  |
| ------------------------------------------------------------------------------ | ---- |
| Mejor portero de la Copa Mundial Sub-20                                        | 2009 |
| Mejor portero de la Eredivisie 2011-12 según Voetbal International             | 2012 |
| Mejor portero de la Primera División de Costa Rica del Torneo de Apertura 2019 | 2020 |